# هدر ویتستون
هدر ویتستون (به انگلیسی: Heather Whitestone) (زاده ۲۴ فوریه ۱۹۷۳) فعال حقوق بشر، نویسنده و ملکه زیبایی اهل آمریکا است.
او در سال ۱۹۹۵ به نمایندگی از آلاباما برنده دوشیزه آمریکا شد.